# Regola della mano destra
Nel calcolo vettoriale, la regola della mano destra è una tecnica mnemonica per individuare la reciproca orientazione, definita convenzionalmente come positiva, di tre vettori.
Esistono almeno quattro varianti della regola della mano destra, tra loro equivalenti.

## Descrizione

### Orientazione associata a una coppia ordinata di versori
Quando, in uno spazio tridimensionale, si esegue un'operazione non-commutativa che a partire da due direzioni orientate a e b abbia come risultato una direzione c perpendicolare ad a e b, il verso di c, tra i due possibili, è determinato come segue mediante la regola della mano destra.
Tecnica 1 (non in figura): la mano è tenuta con le ultime quattro dita (dall'indice al mignolo) serrate, arcuate in modo da seguire la rotazione di a verso b lungo l'angolo minore dell'angolo piatto (questo impone alla mano di avere il palmo in un verso piuttosto che nell'altro e alle dita curve di essere parallele al piano su cui giacciono a e b). Il pollice, disteso perpendicolarmente al piano di a e b, indica il versore c.

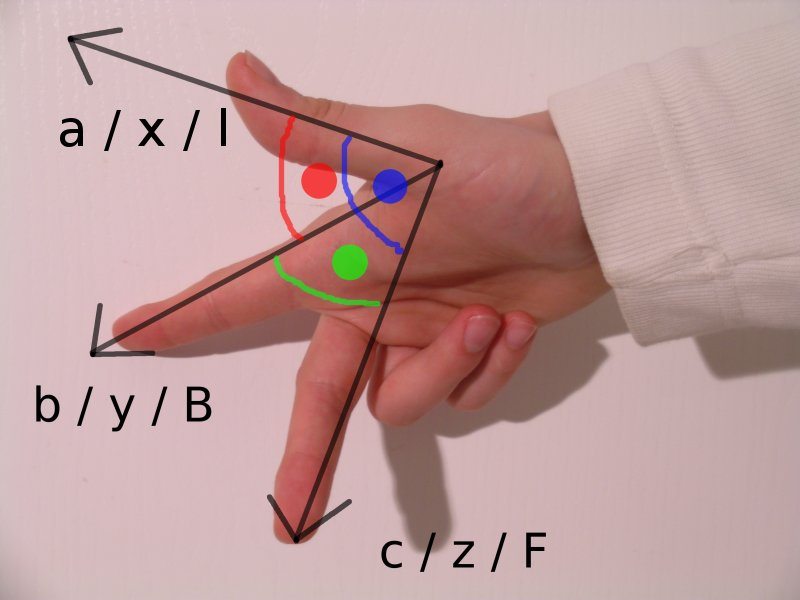
La regola della mano destra (Tecnica 2)

Tecnica 2 (in figura). Il pollice della mano destra è puntato nella direzione del versore a, il dito indice puntato in modo che sia allineato con il versore b, il dito medio piegato internamente indica il versore c (in alternativa: a è allineato all'indice, b al medio piegato internamente e il pollice indica il versore c).
Tecnica 3 (non in figura). Il pollice è allineato con il versore a e le quattro dita con b: il verso di c è uscente dal palmo. Questa versione è comunemente usata, per esempio, nell'elettromagnetismo, per determinare il verso della forza a cui è sottoposta una carica positiva che si muove in un campo magnetico (vedi forza di Lorentz): le quattro dita rappresentano il verso del campo magnetico, il pollice è il verso della corrente elettrica e la forza risultante è nel verso uscente dal palmo.
Tecnica 4 (non in figura). È detta regola della vite destrorsa, o anche regola del cavaturaccioli. Consiste nel seguire la rotazione di a verso b, lungo l'angolo minore dell'angolo piatto, come se stesse ruotando una vite destrorsa (o un cavatappi): se la rotazione di a verso b è oraria, il verso di c è entrante nel piano di a e b, come entrante sarebbe la vite. Se a ruota verso b in senso antiorario, c esce dal piano, come uscirebbe la vite.
In alternativa, si consideri una persona che sia posizionata nell'origine che guardi seguendo la direzione del versore a e la direzione del suo sguardo sia coincidente con il versore b. In questo caso il braccio destro indicherà il versore c.

### Verso di una rotazione
Proporzionalmente:
- l'allontanamento dall'osservatore è associato a una rotazione in senso orario mentre l'avvicinamento all'osservatore con una rotazione antioraria, come una vite;
- la direzione verso sinistra è associata con la rotazione delle ruote di un veicolo che avanza;

La relazione con la sezione precedente è stabilita associando ai versori a e di b la rotazione sull'angolo più piccolo da a a b, in senso orario o antiorario.

### Applicazioni della regola della mano destra

Esempio di applicazione della regola del cavaturaccioli (Tecnica 4)

Probabilmente l'applicazione più importante di questa regola è rappresentata dal sistema di riferimento cartesiano, dove la prima forma (della regola) è usata per orientare l'asse z dopo che sono stati fissati gli assi x e y, scegliendo l'angolo di 90 gradi in senso orario o antiorario.
La prima forma della regola è anche usata per determinare il verso del vettore risultante dal prodotto vettoriale di due vettori. Tale operazione infatti è largamente usata in fisica. Qui sotto è presente una lista di quantità fisiche i cui versi sono ricavati utilizzando questa regola. (Alcune di queste sono legate al prodotto vettoriale solo indirettamente, e usano la seconda forma).
- La velocità angolare di un oggetto rotante e la velocità di rotazione di un punto qualsiasi di quell'oggetto
- Il momento meccanico, la forza che lo causa, e la posizione del punto di applicazione della forza
- Un campo magnetico, la posizione del punto dove esso è determinato, e la corrente elettrica (o carica nel flusso elettrico) che lo causa
- Un campo magnetico in una spira e la corrente elettrica nel filo
- La forza di un campo magnetico su un oggetto, il campo magnetico in sé e la velocità dell'oggetto
- La corrente indotta dal movimento in un campo magnetico (conosciuta come regola della mano destra di Fleming)

### Regola della mano sinistra

L'orientazione da mano sinistra è mostrato a sinistra; quella da mano destra, a destra.

La regola della mano sinistra di Fleming è una regola per trovare la direzione della spinta su un conduttore che porta una corrente in un campo magnetico.
La regola della mano sinistra può anche essere vista come l'inverso della regola della mano destra, dove uno dei vettori è invertito e quindi crea una terna orientata a sinistra invece di una orientata a destra.
Può essere curioso osservare che tutte le leggi della fisica che usano la regola della mano destra potrebbero essere descritte usando la regola della mano sinistra, ottenendo gli stessi risultati (i campi non sanno qual è la destra o la sinistra!), a patto di usare sempre la stessa regola sia nella definizione dei vettori sia nel loro uso.
Un esempio di questa situazione è dato dai materiali con indice di rifrazione negativo. Normalmente, per un'onda elettromagnetica, i campi elettrico e magnetico, e la direzione di propagazione dell'onda obbediscono alla regola della mano destra. Ma questi materiali hanno proprietà speciali che fanno sì che la direzione di propagazione punti nella direzione opposta.